# Vattenvärn i politiken
Vattenvärn i politiken var ett lokalt politiskt parti som var registrerat för val till kommunfullmäktige i Karlstads kommun. Partiet var representerat i Karlstads kommunfullmäktige under mandatperioderna 1991/1994 och 1994/1998, med två mandat. Partiet bildades efter protester mot den planerade byggnationen av Karlstad Airport.